# Studierendenwerk Stuttgart

Logo

Das Studierendenwerk Stuttgart ist mit rund 400 Beschäftigten für 15 Hochschulen mit gut 58.000 Studierenden in Stuttgart, Esslingen, Göppingen, Ludwigsburg und Horb zuständig. Das Studierendenwerk Stuttgart ist ein gemeinnütziges Sozialunternehmen in der Rechtsform einer Anstalt öffentlichen Rechts und bietet verschiedene Dienstleistungen für Studierende an staatlichen und staatlich anerkannten Hochschulen in der Region Stuttgart an.
Die SWS Hochschul-Service GmbH wurde im Jahre 2001 gegründet. Sie ist seit 2013 eine hundertprozentige Tochtergesellschaft des Studierendenwerks Stuttgart und übernimmt mit 120 Beschäftigten die Verantwortung für operative Aufgaben bei Spül-, Kassier-, Rezeptions- und Gebäudereinigungsdiensten sowie bei technischen Dienstleistungen.

## Geschichte
Im Jahre 1921 wurde von den Hochschullehrern Veesenmayer und Braun die Stuttgarter Studentenhilfe e.V. gegründet. Grund waren die Folgen und Auswirkungen des Ersten Weltkrieges. Damals wurde der Grundstein für die soziale Infrastruktur in der Hochschulregion gelegt. Ein Hochschul- und Studentenhaus wurde 1932 an der Ecke Schelling-/Seestraße errichtet. Neben dem Speisungsbetrieb gab es eine Bücher- und Zeitschriftenvermittlung, Werkstudentenstellen, eine „Vergünstigungsabteilung“, Wohnamt und Darlehenskasse. In der Zeit des Nationalsozialismus verloren die örtlichen Studentenwerke ihre Selbstständigkeit und wurden zu gleichgeschalteten Dienststellen des Reichsstudentenwerks. Während des Zweiten Weltkriegs wurde das Gebäude zerstört. Am 12. Juli 1947 wurde durch die Förderung von Otto Schmid das Stuttgarter Studentenwerk e.V. gegründet. Sodann wurde mit einem Neubau in der Seestraße begonnen. Durch das 1975 eingeführte Studentenwerksgesetz wurde das Studentenwerk zu einer Anstalt des öffentlichen Rechts. Im Jahr 1953 gab es 137 Wohnheimplätze – im Jahr 2022 sind es rund 6830 Plätze. Die im Jahr 2014 vollzogene Namensänderung in „Studierendenwerk Stuttgart“ basiert auf der Änderung des Studierendenwerksgesetz Baden-Württemberg vom 1. April 2014 und stellt die Gleichbehandlung von Mann und Frau deutlicher heraus. 2021 feiert das Studierendenwerk sein 100-jähriges Jubiläum.

## Management
Geschäftsführer des Studierendenwerks Stuttgart und der SWS Hochschul-Service GmbH ist seit September 2020 Marco Abe.

## Mitgliedschaften und Kooperationen
Das Studierendenwerk Stuttgart ist Mitglied der Hochschulregion Stuttgart e.V. sowie im Deutschen Studierendenwerk e.V. und dem Paritätischen Wohlfahrtsverband Baden-Württemberg. Darüber hinaus ist das Studierendenwerk Stuttgart zum Zweck der Aus- und Weiterbildung Mitglied der Arbeitsgemeinschaft der Studierendenwerke Süd-West (ARGE). In der Einkaufskooperation Süd-West GbR erfolgt die Ausschreibung und Beschaffung von Lebensmitteln in der Gastronomie.

## Aufgabe
Das Studierendenwerk Stuttgart handelt im gesetzlichen Auftrag und nimmt im Zusammenwirken mit den Hochschulen und der DHBW sowie den Akademien nach dem Akademiengesetz die Aufgaben sozialer Betreuung und Förderung der Studierenden wahr. Der sozialen Betreuung und Förderung von Studierenden können insbesondere folgende Bereiche, Einrichtungen und Maßnahmen dienen:
- Gastronomie
- Studentisches Wohnen
- Förderung kultureller, sportlicher und sozialer Interessen
- Kinderbetreuung
- Gesundheitsförderung und Beratung
- soziale Betreuung ausländischer Studierender
- Studienfinanzierung (BAföG u. Darlehen)

Das Studierendenwerk Stuttgart ist im Bereich der Ausbildungsförderung nach dem BAföG hoheitlich tätig. Neben den sonstigen gemeinnützigen Aufgaben werden Zweckbetriebe zu Gunsten der studentischen Versorgung bzw. studentischer Veranstaltungen geführt.

## Finanzierung
Das Studierendenwerk Stuttgart finanziert sich überwiegend aus unternehmerischen Umsätzen: 62,9 Prozent sind eigene Einnahmen, die Semesterbeiträge der Studierenden (WS 2023/24 in Höhe von 86,50 Euro je Semester und Studierendem/Studierender) betragen etwa 18,3 Prozent sowie 7,4 Prozent Zuschüsse des Landes.

## Rechtsgrundlage und Organe
Das Studierendenwerksgesetz Baden-Württemberg in der Fassung vom 15. September 2005 (GBl. 2005, 621) zuletzt geändert durch Artikel 3 des Gesetzes vom 17. Dezember 2020 (GBl. S. 1204, 1226) stellt die Rechtsgrundlage dar. Darüber hinaus besteht eine Satzung. Das Ministerium für Wissenschaft und Kunst übt die Rechtsaufsicht über das Studierendenwerk Stuttgart und sieben weitere Studenten- und Studierendenwerke im Land Baden-Württemberg aus. Im Bereich der Studienfinanzierung nach dem BAföG in der Zuständigkeit des Bundes ist das Studierendenwerk Stuttgart hoheitlich tätig, das Ministerium nimmt für diese Tätigkeit neben der Rechtsaufsicht auch die Fachaufsicht wahr.
Organe des Studierendenwerks sind die Vertretungsversammlung, der Verwaltungsrat und die Geschäftsführung. Für den Verwaltungsrat und die Vertretungsversammlung bestehen Geschäftsordnungen. Vorsitzender des Verwaltungsrates ist der Rektor der Universität Stuttgart, Wolfram Ressel, Vorsitzende der Vertretungsversammlung ist die Kanzlerin der Pädagogischen Hochschule Ludwigsburg, Vera Brüggemann.

## Service
Das Studierendenwerk Stuttgart betreibt Wohnanlagen, Mensen, Cafeterien und Kindertagesstätten für Studierende. Im Jahr 2023 standen insgesamt rund 135 Kindertagesplätzen in mehreren Einrichtungen zur Verfügung. Neben der Bearbeitung von BAföG-Anträgen und Beratung in finanziellen Angelegenheiten gehören die Rechtsberatung, Sozialberatung, eine psychotherapeutische Beratung und andere soziale Dienstleistungen zum Kernangebot.

## Betreute Hochschulen
- Akademie für Darstellende Kunst Baden-Württemberg
- Duale Hochschule Baden-Württemberg
- Filmakademie Baden-Württemberg
- Hochschule der Medien Stuttgart
- Hochschule Esslingen
- Hochschule für öffentliche Verwaltung und Finanzen Ludwigsburg
- Hochschule für Technik Stuttgart
- isba – Internationale Studien- und Berufsakademie
- Pädagogische Hochschule Ludwigsburg
- Staatliche Hochschule für Musik und Darstellende Kunst Stuttgart
- Staatliche Akademie der Bildenden Künste Stuttgart
- Universität Stuttgart
- Evangelische Hochschule Ludwigsburg
- Hochschule für Kommunikation und Gestaltung
- Merz Akademie – Hochschule für Gestaltung, Kunst und Medien

## Wohnanlagen
| Wohnanlagen Stuttgart                       | - Alexanderstraße - Anna-Herrigel-Haus - Birkenwaldstraße - Boardinghaus Stuttgart - Brückenstraße - Heilmannstraße I - Heilmannstraße II - In der Au - Kernerstraße - Landhausstraße - Max-Kade-Haus - Neckarstraße - Rieckestraße - Rosensteinstraße - Theodor-Heuss-Heim |
| Stuttgart-Vaihingen und Stuttgart-Möhringen | - Allmandring II - Allmandring III - Allmandring IV - Bauhäusle - Filderbahnplatz - Straußäcker II - Straußäcker III |
| Esslingen                                   | - Boardinghaus Esslingen - Fabrikstraße - Geschwister-Scholl-Straße - Goerdelerweg - Rossneckar I - Rossneckar II |
| Göppingen                                   | - Studentendorf Göppingen |
| Ludwigsburg                                 | - Königsallee - Studentendorf Ludwigsburg - Wohnhaus der Finanzen |